# Frontline (singel T.Love)
Frontline – trzeci singel z albumu Old Is Gold zespołu T.Love.

## Notowania
| Stacja radiowa              | Nazwa listy przebojów       | Najwyższa pozycja |
| --------------------------- | --------------------------- | ----------------- |
| Polskie Radio - Program III | Lista Przebojów Programu 3  | 29                |
| Radio UWM FM Olsztyn        | UWUEMKA                     | 8                 |
| Radio Szczecin              | Szczecińska Lista Przebojów | 39                |

## Teledysk
Teledysk był nagrywany w lutym 2013 r. Ukazał się w serwisie YouTube dnia 24 lutego 2013 r. (dzień przed oficjalną premierą ogólnopolską). Reżyserem wideoklipu jest Jacek Kościuszko.